# Guillermina López-Bendito
Guillermina López-Bendito (* 1975 in Santo Domingo) ist eine spanische Neurowissenschaftlerin. Sie beschäftigt sich mit den zellulären und molekularen Mechanismen, die an der Bildung neuronaler Schaltkreise im sich entwickelnden Gehirn beteiligt sind.

## Biographie
Guillerina Lopez Bendito kam 1975 in der dominikanischen Hauptstadt Santo Domingo zur Welt, wo ihre Eltern im Exil lebten. Sie studierte Biologie an der Universität Alicante und promovierte 2000 in Neurowissenschaften am Instituto de Neurociencias, einer gemeinsamen Einrichtung der Universität Miguel Hernández Elche (UMH) und des Consejo Superior de Investigaciones Científicas (CSIC) (2000), mit der Arbeit Expresión de receptores de glutamato y gaba durante el desarrollo de la corteza cerebral [Expression von Glutamat- und GABA-Rezeptoren während der Entwicklung der Großhirnrinde].
Von 2001 bis 2004 arbeitete sie mit einem Postdoc-Stipendium im Labor von Zoltán Molnár an der Abteilung für  menschliche Anatomie und Genetik der Universität Oxford. Sie forschte dort über die Entwicklung der thalamokortikalen Konnektivität bei der Maus.
Sie kehrte an die Universität Miguel Hernández Elche zurück und gründete 2007 ihr eigenes Labor. Sie ist heute leitende Wissenschaftlerin des CSIC-Instituts für Neurowissenschaften in Alicante und leitet ein Team von 16 Forschern. Mit Hilfe eines integrierten Versuchsprogramms will ihr Team herausfinden, wie einer der komplexesten Schaltkreise des Gehirns, das thalamokortikale System, gebildet, erhalten und angepasst wird. Über dieses System werden sensorische Informationen an die Großhirnrinde weitergeleitet, wodurch die von den Sinnesorganen aufgenommenen Reize wahrgenommen werden können. Es wird diskutiert, dass eine abnorme Entwicklung des thalamokortikalen Systems bei einigen neurologischen Krankheiten wie Autismus oder Epilepsie eine Rolle spielen könnte.

## Auszeichnungen (Auswahl)
- 2003 Merit Award in Science for Postdoctoral Fellow der University of Oxford[6]
- 2011 Olympus Young Investigator Award der Spanischen Gesellschaft für Neurowissenschaften (SENC)[6]
- 2012 EMBO Young Investigator Award des European Molecular Biology Laboratory (EMBL)[6]
- 2013 Young Investigator Prize der Spanischen Gesellschaft für Biochemie und Molekularbiologie (SEBBM)[6]
- 2014 FENS-Kavli Scholars Network of Excellence Award der Federation of European Neuroscience Societies[6]
- 2018 IBRO-Kemali-Preis[7]
- 2018 Joseph-Altman-Preis für Neurobiologie der Universidad Miguel Hernández[8]
- 2019 Constantes-y-Vitales-Preis für biomedizinische Forschung[9]
- 2020 Alberto-Sols-Preis für die beste wissenschaftliche Arbeit in den Gesundheitswissenschaften[4]
- 2020 Banco-Sabadell-Preis für biomedizinische Forschung[4]

## Veröffentlichungen (Auswahl)
- López‐Bendito, Guillermina et al.: Mesoscale calcium imaging in vivo: evolution and contribution to developmental neuroscience. In: Frontiers in Neuroscience 17, 1210199. 2023 (englisch).
- López‐Bendito, Guillermina et al.: Spontaneous Thalamic Activity Modulates the Cortical Innervation of the Primary Visual Nucleus of the Thalamus. In: Neuroscience 508, pp. 87–97. 2023 (englisch).
- López‐Bendito, Guillermina et al.: Building thalamic neuronal networks during mouse development. In: Frontiers in Neural Circuits. 2023, doi:10.3389/fncir.2023.1098913 (englisch).
- López‐Bendito, Guillermina et al.: Input-dependent segregation of visual and somatosensory circuits in the mouse superior colliculus. In: Science 377(6608), pp. 845–850. 2022 (englisch).
- López‐Bendito, Guillermina et al.: Prenatal thalamic waves regulate cortical area size prior to sensory processing. In: Nature communications. - 8 (2017), 14172. Universität Freiburg, 2019, doi:10.1038/ncomms14172 (englisch).
- López‐Bendito, Guillermina et al.: DCC functions as an accelerator of thalamocortical axonal growth downstream of spontaneous thalamic activity. In: EMBO reports (Bd. 16, 2015, Nr. 7: 851-862). 2015, doi:10.15252/embr.201439882 (englisch).
- López‐Bendito, Guillermina et al.: Localization and developmental expression of GABAB receptors in the rat olfactory bulb. In: Journal of neurocytology Bd. 33, Nr. 1, 87-99. 2004, doi:10.1023/B:NEUR.0000029650.28943.b2 (englisch).